# 拓撲空間範疇
在數學裡，拓撲空間範疇（通常標記為Top）是一個範疇，其物件為拓撲空間，態射為連續函數。拓撲空間範疇符合範疇的公理，因為兩個連續函數的複合函數依然是連續的。研究拓撲空間範疇及運用範疇論的技術來研究拓撲空間的性質之類的學科稱為「範疇拓撲學（categorical topology）」。
注意，有些作者會將Top這個標記用來指物件為拓撲流形，態射為連續函數的範疇。

## 作為具體範疇
如同許多範疇一般，範疇Top也是個具體範疇，意指其物件為有附加結構的集合（即拓撲），且其態射為維持此一結構的函數。自然地存在一可遺函子
U : Top → Set（其中Set為集合範疇），將每個拓撲空間指派給同個拓撲空間內的集合，每個連續函數給為同個連續函數的函數。
可遺函子U有一個左伴隨函子
D : Set → Top（將每個集合加上離散拓撲）
及一個右伴隨函子
I : Set → Top（將每個集合加上密著拓撲）。實際上，上述兩個函子皆對U為右可逆（即UD和UI都等於在Set上的單位函子）。甚至，因為任何一個在離散或密著空間之間的函數皆為連續的，所有這兩個函子都給出了由Set映射至Top的完全內嵌。
具體範疇Top也是「纖維完全的」，意即由在一給定集合X上的所有拓撲所組成的範疇（稱為U在X上的纖維)會形成一個依包含關係排序的完全格。這個纖纖的最大元素為X上的離散拓撲，而最小元素則為密著拓撲。